# ミンチョ・ミンチェフ
ミンチョ・ニコラエフ・ミンチェフ（ブルガリア語: Минчо Николаев Минчев, ラテン文字転写例: Mintcho Nikolaev Mintchev, 1950年9月17日 - ）は、ブルガリア出身のヴァイオリン奏者。

## 経歴
1950年、ガブロヴォ生まれ。4歳のころからペトル・キャラキエフにヴァイオリンを師事し、9歳でソフィアで初舞台を踏んだ。その後、ブルガリア国立音楽院でルボミール・ピプコフとエミル・カミラロフの指導を受け、1967年のヴィエニャフスキ国際ヴァイオリン・コンクールで第6位、1970年パガニーニ国際コンクールで第2位に入賞、1974年のカール・フレッシュ国際ヴァイオリン・コンクールで優勝を果たした。1975年にロンドンに留学してイフラ・ニーマンの下で研鑽を積んだ。
1977年から1990年までソフィア・フィルハーモニー管弦楽団とヴァルナ・フィルハーモニー管弦楽団のソロ・ヴァイオリン奏者として活動した。1990年からフォルクヴァンク音楽大学の教授を務めている。